# Загребачка резолуција
Загребачка резолуција је била политичка декларација о потреби политичког уједињења Хрвата, Словенаца и Срба који живе у Аустроугарској. Усвојили су је представници опозиционих политичких странака у Краљевини Хрватској и Славонији под предсједништвом Анте Павелића на састанку одржаном у Загребу од 2. до 3. марта 1918. године. Декларација се ослањала на право на самоопредјељење и позивала је на успостављање независне демократске државе уз поштовање права појединаца и историјски успостављених држава које улазе у политички савез. Загребачком резолуцијом је основан припремни одбор за успостављање Народног вијећа Словенаца, Хрвата и Срба за спровођење резолуције. Народно вијеће је основано 5. октобра у поступку који је Павелић описао као наставак загребачке конференције у марту.

## Позадина
Током Првог свјетског рата, у дијеловима Аустроугарске у којима је живјело јужнословенско становништво — Словенци, Хрвати, Срби и Муслимани — вршени су притисци у циљу подршке тријалистичкој реформи Двојне монархије или успостављању заједничке државе Јужних Словена. Стварање заједничке државе Јужних Словена требало је спровести кроз остварење југословенских идеја и уједињења са Краљевином Србијом. Мотивација за пристанак на уједињење била је двострука. Словеначки политички лидери су били незадовољни парчањем Словеначких земаља унутар Цислајтаније, односно аустријског дијела Двојне монархије. Хрватски политички лидери противили су се подјели предложене Троједне краљевине на Краљевину Хрватску и Славонија и Краљевину Далмацију која је додијељена Земљама круне Светог Стефана, односно угарском дијелу Двојне монархије, и Цислајтанији. Незадовољство статусом Босне и Херцеговине — аустријског и угарског кондоминијума, одвојеног од Хрватске и Славоније — била је још једна притужба хрватских политичара.
Србија је рат сматрала могућношћу за територијално проширење. Одбор задужен за одређивање ратних циљева израдио је програм успостављања југословенске државе припајањем јужнословенских дијелова хабзбуршких земаља — Хрватске и Славоније, Словеначких земаља, Војводине, Босне и Херцеговине и Далмације. Нишком декларацијом, коју је Народна скупштина Краљевине Србије усвојила 7. децембра 1914. на приједлог владе, најављена је борба за ослобођење „неслободне браће”. Овај циљ био је у супротности са ставом Тројне антанте, која је подржавала опстанак Аустроугарске као противтеже утицају Њемачког царства.
Југословенски одбор је основан 1915. као ad hoc група интелектуалаца и политичара из Аустроугарске који су тврдили да заступају интересе Јужних Словена, сазнао да је Тројна антанта обећала Краљевини Италији територију (дијелове Словеначких земаља, Истре и Далмације) према Лондонском споразуму, а Италија би заузврат ступила у Први свјетски рат. Без обзира на споразум, међународна подршка је тек 1917. почела постепено да се удаљава од очувања Аустроугарске. Исте године, Руска Империја је тражила мировни споразум након Руске револуције, док су Сједињене Америчке Државе, чији је предсједник Вудро Вилсон заговарао принцип самоопредјељења, ушле у рат. Без обзира на то, у свом говору у Четрнаест тачака, Вилсон је само обећао аутономију за народе Аустроугарске. Очување Двојне монархије није напуштено до потписивања Брест-литовског мира у марту 1918. године. Тада су се савезници увјерили да се не могу одупријети комунистичкој револуцији.
Чланови Југословенског клуба којим је предсједавао Антон Корошец, лидер Словеначке народне странке (СНС), и који су чинили јужнословенски заступници у Рајхсрату, законодавном тијелу аустријског дијела Двојне монархије, представили су Мајску декларацију 30. маја 1917. године. Захтијевали су уједињење хабзбуршких земаља насељених Хрватима, Словенцима и Србима у демократско, слободно и независно државно тијело под хабзбуршко-лоренским домом. Захтјев је постављен уз позивање на принципе националног самоопредјељења и хрватског државног права. Мајску декларацију су поставиле Старчевићева странка права на челу са Милом Старчевићем и загребачки надбискуп Антун Бауер. Владајућа коалиција у Хрватској и Славонији, Хрватско-српска коалиција (ХСК) и њен лидер Светозар Прибићевић игнорисали су Мајску декларацију. Лидер Хрватске пучке сељачке странке (ХПСС) Стјепан Радић пружио је само млаку подршку декларацији прије него што су аустроугарске власти забраниле даље заговарање декларације 12. маја 1918. године.

## Загребачка конференција
Југословенски клуб је 1918. покренуо иницијативу за унапређење сарадње међу политичким странкама које су представљале Јужне Словене у Аустроугарској и подржавале програм уједињења Хрвата, Словенаца и Срба. Југословенски клуб је ту иницијативу описао као „националну концентрацију” за уједињење у заједничку државу. Међутим, нису елаборирали начин или жељене резултате таквог уједињења.
У Загребу је од 2. до 3. марта одржана конференција с циљем реализације сарадње коју је предложио Југословенски клуб. Предсједавао је Анте Павелић, лидер ССП-а који је преузео водећу улогу у спровођењу Југословенског програма и приједлога Југословенског клуба у Хрватској и Славонији. Конференција је имала 43 учесника, из редова политичке опозиције. Поред ССП-а, састанку је присуствовала скупина дисидената из ХСК-а, скупина политичара повезаних са загребачким католичким дневником Новине, чланови Социјалдемократске странке Хрватске и Славоније, СНС-а, Народне напредне странке, као и неколико политичара из Босне и Херцеговине, Далмације, Истре и Међимурја. Владајући ХСК и опозициони ХПСС су добили позив, али нису присуствовали.
Другог дана састанка усвојена је Загребачка резолуција. У њеној преамбули је наведено да је народ Словенаца, Хрвата и Срба јединствен и да то јединство мора остати недјељиво и безусловно. Резолуција је позивала на право на самоопредјељење и на међународне гаранције за уживање тог права. Прва тачка резолуције захтијевала је независност, уједињење и слободу у јединственој националној држави у којој би се сачувале посебности Словенаца, Хрвата и Срба. Резолуција је о три народа говорило као о племенима „троименог народа”. Исти израз увела је група београдских научника на челу са Јованом Цвијићем децембра 1914. године и употријебљена је у Нишкој декларацији. Резолуција је осигурала континуитет државности историјски успостављених конститутивних држава и равноправност „племена” и вјероисповијести.
У другој тачки, резолуција је захтијевала „по жељи саставних народних дијелова поштовани државотворни континуитети хисторичко политичких територија” без даљег прецизирања захтјева, осим што територија обухвата обале, луке и острва сјеверног и источног Јадранског мора. Тачка је такође нудила гаранције културне аутономије за мањине. У резолуцији се не помиње Аустроугарска као унапријед одређен оквир за успостављање тражене државе или хабзбуршки дом као њен владар. Коначно, конференција је именовала одбор за оснивање Народног вијећа Словенаца, Хрвата и Срба и заказала сљедећу конференцију за 21. април у Загребу.
Трећа тачка резолуције позивала се на јединствену државу на принципима пуне грађанске слободе и демократске самоуправе, правну и социјалну једнакост која осигурава економски напредак и пуни културни и друштвени развој свих њених грађана. У посљедњој, четвртој тачки резолуције захтијевало се да се народу Словенаца, Хрвата и Срба гарантује учешће на будућој мировној конференцији.

## Посљедице
Састанак заказан за 21. април није одржан. У склопу припрема за оснивање Народног вијећа Словенаца, Хрвата и Срба на које је позвано на загребачкој конференцији од 2. до 3. марта, у Сплиту је 2. јуна основана Народна организација Срба, Хрвата и Словенаца у Далмацији. Затим је у Сушаку 14. јуна основана Народна организација Словенаца, Хрвата и Срба за Хрватско приморје и Истру. Услиједило је оснивање словеначког Народног савјета за Словенију, Истру и Далмацију у Љубљани 17. августа. Главни изазов за припремни одбор био је да придобије ХСК за сарадњу, чији су чланови били увјерени да је пројекат усмјерен против њих. У Загребу је 5. октобра основано Народно вијеће Словенаца, Хрвата и Срба. Поступком је предсједавао Павелић, који је рекао да је поступак наставак конференције одржане у Загребу од 2. до 3. марта. ХСК се придружио Народном вијећу 10. октобра. Хрватски сабор је 29. октобра прогласио раскид правних веза Хрватске и Славоније и Далмације са Аустријом и Угарском, поништио Хрватско-угарску нагодбу из 1868. и придружио се Држави Словенаца, Хрвата и Срба. Народно вијеће је проглашено за представничко тијело нове државе и за предсједника је изабрало Корошеца, а за потпредсједнике Прибичевића и Павелића.